# Hydrophilus piceus
 (octobre 2023).
Si vous disposez d'ouvrages ou d'articles de référence ou si vous connaissez des sites web de qualité traitant du thème abordé ici, merci de compléter l'article en donnant les références utiles à sa vérifiabilité et en les liant à la section « Notes et références ».
Espèce
Hydrophilus piceus, le grand hydrophile ou hydrophile brun, est une espèce d'insectes coléoptères de la famille des Hydrophilidae, de la sous-famille des Hydrophilinae.

## Description

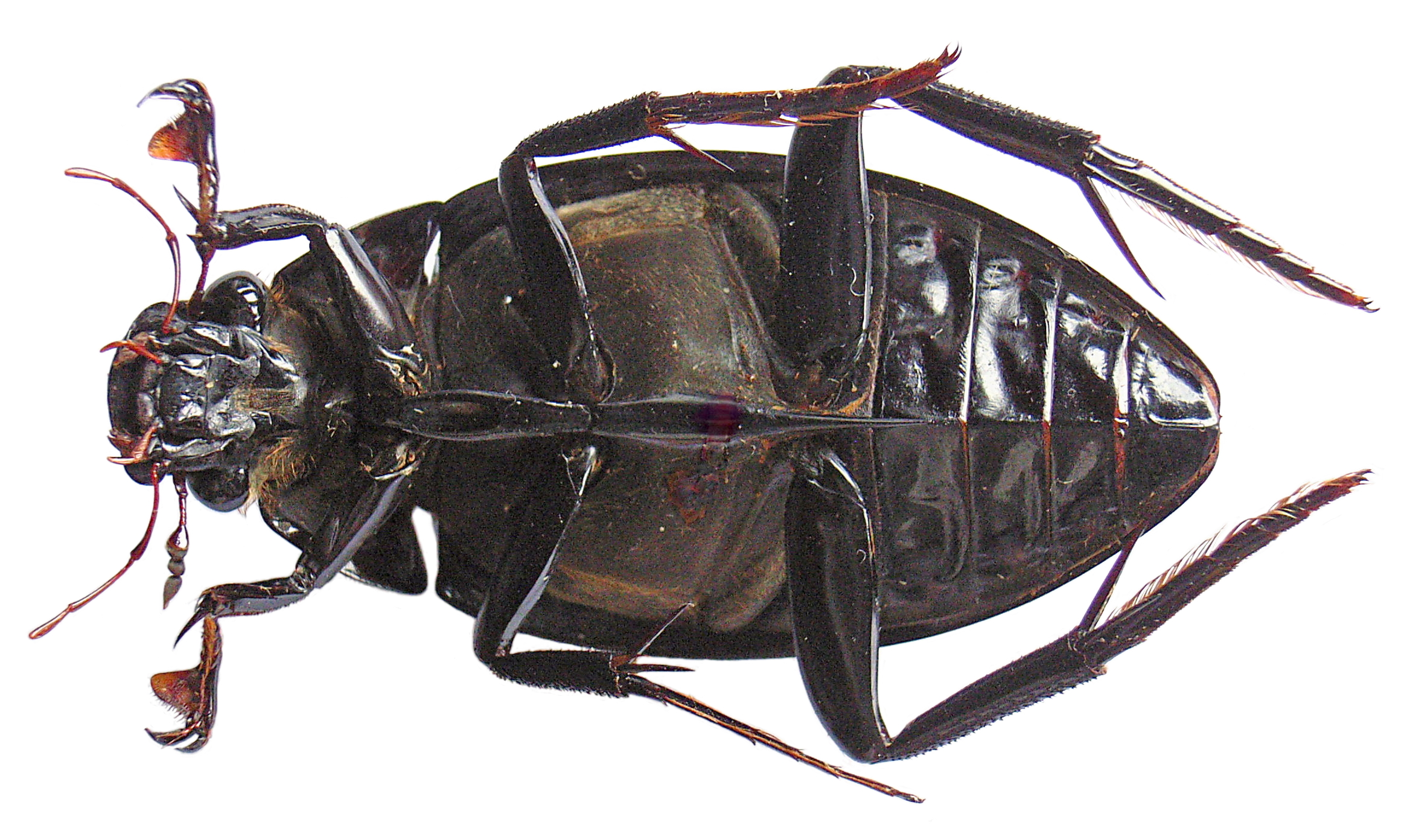
Mâle sorti de l'eau, vu du dessous ; la brillante pellicule d'air qui l'accompagne en plongée n'est évidemment pas visible ici.

Corps atteignant 50 mm de long, ce qui en fait l'un des plus grands insectes aquatiques européens. Le dessus du corps est brillant avec des reflets verdâtres sur l'individu vivant. Ses antennes sont nettement plus courtes que ses palpes labiaux effilés. Ses pattes postérieures assez développées (moins que celles des dytiques), lui permettent une nage assez rapide, parmi les plus rapides des diverses espèces d'hydrophiles. Une longue pointe médiane orientée vers l'arrière et totalement inoffensive orne sa face ventrale (aurait un rôle de stabilisateur pendant la nage ?). Les tarses des mâles sont munis d'une protubérance lamellaire et de poils raides servant à maintenir la femelle lors de l'accouplement. A comparer aux ventouses des dytiques et aux brosses des Cybister.

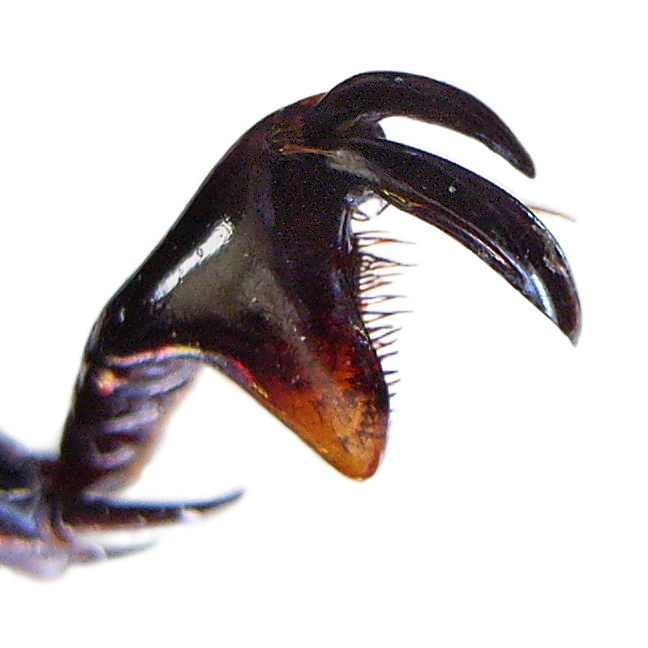
Tarse antérieur du mâle

## Habitat
Marais, mares, étangs riches en végétation aquatique comme celui de l'étang de Vendres dans l'ouest de l'Hérault.

## Menaces
Comme les milieux de vie aquatiques se raréfient ou sont transformés en sites de pêche (les poissons dévorent les larves d'hydrophiles), on observe une diminution importante des effectifs en Europe, dont en France.
Les hydrophiles adultes sont eux-mêmes victimes de prédateurs (chauves-souris, hiboux et chouettes) lors de leurs déplacements aériens nocturnes.

## Nutrition
Les grands hydrophiles sont des herbivores, mais peuvent être des prédateurs opportunistes.

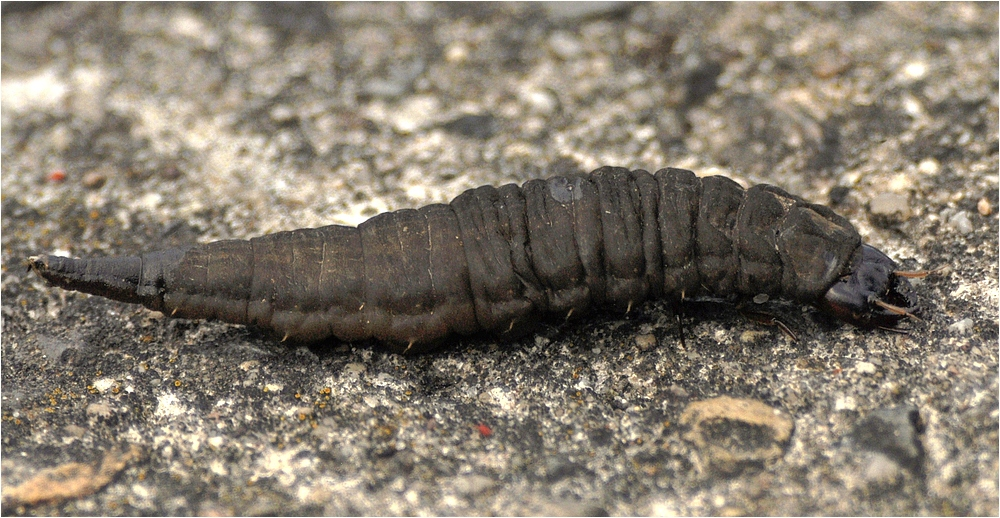
Larve au corps mou, aux pattes courtes, aux mandibules peu développées par rapport à celles des dytiques

Les larves carnivores, friandes de gastéropodes aquatiques comme les limnées et les planorbes, sont capables de sortir de l'eau en se glissant et en rampant parmi les végétaux aquatiques émergés ; elles apprécient aussi les animaux morts et contribuent ainsi à l'assainissement de leur milieu.

## Respiration
Cet insecte maintient sous son corps (et non pas sous ses élytres comme les Dytiscus ou les Cybister), grâce aux poils hydrofuges de son thorax, une pellicule d'air qui le rend brillant dans l'eau ; il renouvelle sa provision d'oxygène grâce à ses antennes en se tenant sous la surface, la tête la première (contrairement aux dytiques).